# 麻雀放浪記 凌ぎの哲
『麻雀放浪記 凌ぎの哲』（マージャンほうろうき しのぎのてつ）は、原作：阿佐田哲也、作画：原恵一郎による日本の漫画作品。『近代麻雀』（竹書房）にて連載され、単行本は7巻まで発売されたが、それ以降は刊行されなかった。2004年10月18日にコンビニ読み切り単行本が発売された後、2011年5月23日に未単行本化の作品が掲載されたコンビニコミック版が発売された。

## 概要
阿佐田哲也の小説シリーズ『麻雀放浪記』を基にした原恵一郎の作画による劇画であるが、内容は『牌の魔術師』など阿佐田の他作品の登場人物も交えながら原独自の物語が描かれる、完全オリジナルストーリーとなっている。
物語の構成は、序盤（『激闘編』にあたる） → 上野（ノガミ）編 → 九州編 → 銀座編 → バイニン復帰編 → 権々会編 → バクチ列車編 → 雀荘争奪編の順番となっている。
コンビニコミックで発売されたのはバクチ列車編までだったが、2023年に雀荘争奪編が発売される予定であることが発表され、2023年3月25日に刊行された事により全巻がコンビニコミックで揃う形となった。

## あらすじ
昭和20年代前半。焦土と化した東京は敗戦のショックに引きずられながらも、後に訪れる高度経済成長に向かって助走し始めていた。そんな中でアウトローな男たちも自らの才覚を活かしていた。博打で凌ごうとする者、金の力でさらなる金を生もうとする者、玄人（ばいにん）と呼ばれるイカサマを駆使して金を巻き上げる世界、それはまさに生き馬の目を抜く無法地帯だった。

### 物語序盤
バイニン・坊や哲は、雀荘でオヒキ（相棒、アシスト役）とのコンビ打ちをしている最中にタネ銭が底を尽く寸前にオヒキを裏切り、便所の窓から逃げ出す。麻雀の打ち過ぎで右腕の関節に支障をきたしたため、麻雀をぶつことがままならなくなっていた。その様な折、バスで中で哲を兄貴と慕う男・松と再会し、レートの高い麻雀の場を提供される。その話に乗った哲はその場に赴き、ビジネスマンを装ったバイニンたちを辛くも圧倒する。勝利を前後して、松が哲の名義で紹介したコウモト金融の社員・板倉勇が紹介料・場代・借金などを回収しに現れ、哲が麻雀での勝ち金だけでは足りず、哲はなんとか雀荘で稼ごうとするも何処もあらゆる理由で出禁・門前払いされるばかりであった。哲に付け馬をする板倉は、哲にある雀荘を紹介し、哲はそこに赴くが、そこでかつて哲を陥れたバイニン・ドサ健と不覚にも再会。事情を察知したドサ健は、ブー麻雀が主流の雀荘に連れて行く。雀荘のオーナー・陳に、ドサ健が哲を「雀荘の息子でブーに鞍替えしたい」という嘘でブー麻雀で交戦する。しかし、哲はドサ健がまた自身を裏切ることを察知して便所の窓から逃げ出そうとするもドサ健に止められ、果てには陳がイカサマをしたと言いがかりをつけ、陳に落とし前を付けさせられる。哲は逆恨みから雀荘を火事にしようとするも失敗。それを前後して板倉の手により雀荘が火事になる。哲は密かに陳の金庫から札束を盗み出して板倉にその行為を非難されるも「ドサ健よりマシだろ」と突っぱね、炎上した雀荘を後にする。

### 上野（ノガミ）編
ある日、ビルから1人の男が飛び降り自殺する事件が起こった。それに前後してドサ健は、近頃自身が視線を感じる不穏な動きを察していた。麻雀を打っている最中に花沢という稲荷町のバイニンがドサ健に上野一帯の雀荘の風紀を見ると交渉してきたが、ドサ健はそれを拒否する。同時に上野を荒らしまわっている北海道のバイニン・ジンが現れる。ジンはドサ健に宣戦布告をしてその場を一度去る。その後、ドサ健の舎弟たちであるカズ、トシ、ギン公の3人は飯屋でジンに絡み口論となり麻雀を打つが、ギン公は敗北して両目をドスで潰されてしまう。これを知ったドサ健はギン公の敵討ちを目論み、ジンと対決。後に現れた花沢ら稲荷町グループと、途中で加わった坊や哲、女衒の達がドサ健と同盟を組んで激戦を起こす。終盤で花沢が右目の義眼に仕込んだ牌を取り出すイカサマをドサ健に抑えられて稲荷町グループは敗北と同時に解散し、ジンはギン公をやったときの落としを付けられそうになるが、花沢が「けじめは俺が取る」と言って自らの左目を潰したことにより上野玄人戦争に終止符を打った。

### 九州編
板倉に借金を返済するまで勤め人をする事になった坊や哲。会社員になっても相変わらず麻雀は続けていた。出張先の九州で雀荘で素人をカモに打ち続けていた哲は、雀マネとして働くバイニン・李億春と出会う。李は博打に対して異常な執着心を持ち、凄腕のバイニンと見た哲に勝負を挑むも敗北。李は負け分が払えず指を切り落とされそうになるも、すでに取りようが無かったため制裁される。その後も執拗に哲を追い続け雀荘から金を盗み、イカサマを駆使してまで勝負を挑み勝利。李はイカサマが発覚した後も支離滅裂にもチンピラと揉み合いになる。哲はその執着心に敬意を払って雀荘および博多を後にする。

### 銀座編
麻雀打ちとしては「銀座の番町」の異名を持つキャバクラのマネージャー・鎌田は、春美とのトラブルから女衒の達に売ってしまう。一方、坊や哲は社員たちとキャバクラにきていたが、実際には鎌田に麻雀で勝ちすぎる哲を倒してくれと依頼するのが社長たちの本来の目的であった。鎌田と激戦を繰り広げる坊や哲は相変わらずのやり方で勝利を収める。その後、女衒の達に会いに来た坊や哲は、春美が相変わらずの売れっ子となり健在であることを達に教えられるところで物語は終わる。

### バイニン復帰編
会社で居眠りをしていた坊や哲は、ドサ健に敗北して両目が潰れた花沢に掴まられる悪夢を見る。そこからバイニンとしての自分を見つめなおし、社員たちとの麻雀で荒れて仲違いを起こし退社する事にした。同時に居候していた板倉の下を離れた後、バイニンに戻るもヒロポン中毒と化してしまう。ヒロポンの横流しをするヤクザ・小菅の下に来た坊や哲は、彼から竹房組のヤクザとの麻雀の代打ちを依頼されて引き受ける。ヒロポン中毒の病状は悪化するばかりでろくに打てない状態だったが、以前助けられたという元バイニンのヤクザ・タンクロウから以前自分に言った言葉を哲に返して、哲は一皮向けて再戦に臨む。その上でイカサマの演出をして小菅に指詰めを強要されるが、タンクロウが手形の指詰めを預かることで場は納まる。その後、哲はタンクロウに諭されて彼と暫く行動を共にし、大阪に遠征するところで物語りは途切れる。

### 権々会編
タンクロウと共に新天地・大阪に到着した坊や哲は、タンクロウが大阪に誘った理由を語り出す。それは、一ヵ月後に京都の大恩寺にて祭りと称した麻雀博打大会・権々会が開催され、そこで共闘することが狙いだった。一ヵ月後に再会するため、互いの健闘を祈りあいタンクロウと別れた坊や哲は、大阪の町を一回りした後に雀荘「白楼」に赴く。卓を囲った西村・岡田らを圧倒する坊や哲は、途中から「白楼」を仕切る狂犬・達磨と対峙する。最終的に坊や哲がリードしたものの、達磨は負け分を払わずに「権々会で毟ってやる」と捨て台詞を吐いて「白楼」を留守にする。その後、坊や哲は権々会にて達磨の仲間を陥れようと画策し、達磨の取り巻きである西村を騙そうと言葉巧みに種を植え付ける。
そして開催された権々会。白熱した麻雀博打の激戦で大半がポイント切れとなり鐘突きの刑に処せられ、西村も坊や哲の悪魔の囁きにより達磨を裏切り運命が決まる。坊や哲をはじめとする生き残ったバイニンたち・タンクロウ、達磨、岡田、黒子政、飛び甚、ゲン。2日目にタンクロウ、黒子政が鐘送りにされ、3日目には坊や哲、達磨、岡田、父・飛び甚を裏切り二代目飛び甚を襲名したゲンで対決し、ついには主催である坊主・定恩も参加。最終的には坊や哲が勝利し、タンクロウの目論みであった権々会は壊滅した。

### バクチ列車編
坊や哲は飛び甚（ゲン）が列車から飛び降りて死亡したことを知らされる。三井と名乗る男からバクチ列車の切符を受け取り、その列車に赴こうとする。一方、ドサ健は自身の舎弟であるギン公（『上野編』のギン公とは別人）が拉致されたことを知り、バクチ列車の切符を入手したドサ健は手がかりを探し出す。さらに、バクチ列車の噂を聞いた李億春はドサ健の切符を手に入れようと追い掛け回す。バクチ列車に辿り着いたドサ健は車掌から拉致されたギン公を差し出され、三井の伝言を聞きいれてギン公の敵討ちに臨む。また、李も切符が使えなかった事を逆恨みして車掌を暴行し、服を剥ぎ取り扮してバクチ列車に乗る。途中から参戦してきた坊や哲は李と再会。それを前後してドサ健との不覚の再会と、三井と、かつて全国に名を広めた伝説のバイニン・ブー大九郎と対決することになる。後に謎の男・ダンチも参戦し、勝負は混沌としていき、激しい勝負の最後は坊や哲が勝利したことでブー大九郎は列車から飛び降りる。東京に到着した坊や哲らは警察に連行されそうになるも、刑事だと明かしたダンチの一存によって見逃される。しかし、テラ銭を受け取った李はダンチにバクチ列車の事件の容疑者の1人として連行されてしまう。坊や哲は、ブー大九郎から聞かされた言葉に憂鬱になり、ただ脚を棒にして歩いていく姿を晒していくところで物語の幕は閉じる。

### 雀荘争奪編
バクチ列車での死闘から数年後、時は昭和30年代。雀荘「花」のマスター・チンロクは、坊や哲に「白頭鷲のガス」を筆頭とするバイニン集団から雀荘「花」を守ってほしいと頼み込み、坊や哲はそれを承諾して雀荘「花」の用心棒となる。しかし、坊や哲は出目徳、ドサ健、李億春など、強豪のバイニンと激闘を演じた情熱が消えかけており、なおかつ年を取ったこともあり「勝負の世界」で生きていくことに疲れを感じていた。そこで坊や哲は、自分が過去に貸しを作ったという屈強なバイニン「双頭のヘビ虎」を紹介する。しかし、到着したのは孫の「森サブ」だった。森サブは昨年、祖父が亡くなったことを坊や哲、チンロクに説明し、自分が雀荘「花」の用心棒になることを宣言する。

## 登場人物

### 主要人物
坊や哲（ぼうやてつ）
本作の主人公。麻雀放浪するバイニン。
物語序盤から『激闘編』のくだりで肘関節内軟骨剥離の症状になっており、銀座の貸しビル業との麻雀に苦戦して辛くも勝利を収める。
ドサ健とは行く先で鉢合わせて、何度も組んでは裏切られる破目になっているが、『上野編』では一時的に同盟を組んだ。
よく危機に陥ると雀荘の便所の窓から逃げ出す行動をとるが、雀荘「白楼」で断罪されて以降やらなくなる。
バイニンとしての腕は勿論かなり立つのだが、本作の中では相手の技や気迫や策略に圧倒されて負けたり、ミスをして窮地に陥るといった描写が結構目立ち、圧倒的に強いという訳ではない。それでも最終的には何とか凌ぎ切って逆転するあたり、「最後の最後、土壇場まで決して諦めない」というある種の強さは充分に持っている。
バクチ列車編では広島で凌ぐ最中、三井と出会い、彼から「飛び甚はバクチ列車から自分の意思で飛び降り死亡した」事を教えられ、博多から東京行の片道切符を受け取り、バクチ列車の麻雀勝負に参戦する。
無精髭にボサボサの髪型とさえない外見ではあるが、物語序盤でのスーツを着て麻雀に臨んだときや、板倉に借金を返すために会社員になった際には髭をそって髪を整えている。なお、『雀荘争奪編』では原恵一郎の作風の変化に比例するかのように端整な顔立ちになり、また白いスーツがトレードマークとなる。
ドサ健（ドサけん）
本作のもう1人の主人公。上野（ノガミ）を根城にするバイニン。パンチパーマが特徴。
バクチ列車編では、三井と鯰坊に拉致されたギン公を救うべく広島に赴き、黒子政から三井からの切符を受け取り、バクチ列車の麻雀勝負に参戦する。
漫画作者の原は、描いていて楽しいキャラクターの1人にドサ健を挙げている。
李億春（り おくしゅん）
博多のバイニン。親指以外の指を失っており、常に黒い手袋をしている（原作では両手共に失っているが、劇中では左手しか描写されていない）。強敵を前にすると興奮して自慰行為に耽る習性がある。麻雀・博打に凄まじい執念を持っており、イカサマがばれて制裁を受けても生き残るほどの生命力を持つ。
バクチ列車編では、バクチ列車の車掌を暴行し服を剥ぎ取り、自身が車掌に扮装し麻雀勝負に参戦。その際に坊や哲と再会。終盤では正体を明かしたダンチにテラ銭を受け取ったことで管理賭博罪の被疑者として逮捕された。
女衒の達（ぜげんのたつ）
着流しの人買い。麻雀の腕は並みのバイニン以上。
『上野編』では哲、ドサ健と同盟を組み、花沢率いる「稲荷町グループ」を圧倒。『バクチ列車編』では片道切符を受け取るも拒否したことで自身が経営する女郎屋を放火された（死人は出ていない）。その後、哲らの帰還時に迎えに行った。

### 序盤編
トーダイ
哲の知り合いの医者。ロイド眼鏡と長髪一本結びが特徴。哲の肘の痛みの症状を診察し、麻雀をやめれば治ると諭す。
松
哲を「兄貴」と呼び慕う男。哲に銀座の貸しビル業の麻雀勝負を斡旋して持ちかける。
山田
広告会社「近代広告」に勤める男。銀座の麻雀勝負に臨む。偽名を使っていた哲を「坊や哲」であることを見抜いていた。
板倉勇
辻野会を後ろ盾に持つ闇金融「コウモト金融」の社員。松を通して紹介した哲に借金等を取り立てに来た。足りない文の金に困った哲に別の雀荘を紹介する。
陳
ブー麻雀専門の雀荘「極楽荘」の経営者。ガマガエルを髣髴させる形相と肥満体型が特徴。また、かなりの甘党で、ケーキを豪勢に食している描写がある。
ドサ健を厄介者扱いしており、再会時にそのそぶりを見せていたが、ドサ健の狂言により哲が雀荘の息子でブー専門に鞍替えしたいと指導を申請しにきたと聞くとすぐさま態度を変えて哲にブー専門店のビジネスの仕組みについて熱弁していた。
高峰
陳のオヒキを勤めるバイニン。

### 上野編
ジン
上野を荒らすバイニン。
花沢
義眼のバイニン。
カズ、トシ、ギン公
ドサ健の舎弟。ジンと対決するが、ギン公はジンに敗れその落とし前としてドスで両目を横一線に切られ重傷を負う。
なお、バクチ列車編では別の「ギン公」が登場している。

### 銀座〜バイニン復帰編
春美
風俗嬢。鎌田とトラブルになり、達に売られてしまう。
鎌田
銀座のキャバクラのマネージャー。春美を達に売る。麻雀打ちとしては「銀座の番町」の異名を持つ。冷酷非道な性格で、女を道具としか思っておらず、笑いながら平気で殴る外道。『雀荘争奪編』にも再登場。
宇佐美
勇のコネで勤め人になった哲の勤務先の社長。
小菅
ヒロポンの横流しを生業とするヤクザ。ヒロポン中毒に陥った哲に、組が主催する麻雀で勝てばヒロポンを渡すと約束する。

### 権々会編
タンクロウ
元バイニンのヤクザ。牌のスリカエによる単騎待ちを得意としており、かつては「単騎のタンクロウ」の異名を持っていた。5年前は飛び甚（先代）のオヒキだったが、裏切られて売られ、瀕死の重傷を負ってゴミ捨て場に放置された過去があり、強く恨んでいる（捨てられた理由は後述の飛び甚の項目を参照）。達磨にかつての異名について触れられた際には「今は遊びでしか麻雀を打たない」と返していたが、バイニンを辞めた後も麻雀の腕は磨いていたらしく、権々会では自分の山以外からもスリカエができるようになっており、しかもどっちの腕でもできるほどに技を進化させていた。後ろ盾である会長・三角の刺客として権々会の解体を目論むも、達磨、飛び甚らの謀略によって鐘送りにされる。哲也は「俺のポイントを使って生き残れ、そしてもう一度俺と勝負するんだ」と救おうとしたのだがそれを拒み、「俺はバイニンに戻れたんだ。博打で負けたら責任を取らないとならない」と最後の煙草を一服した後、自ら鐘撞き台へ上がっていった。
原作では老人だが、本作では青年の姿で描かれており、『麻雀放浪記 風雲編』に登場するステテコの役割を一部担っている。
三角
タンクロウが世話になっている大阪のヤクザの会長。タンクロウを権々会解体の刺客として送り、自らも「ダンベエ」として参戦する。普段は物腰が柔らかいが、大ヤクザの長として冷徹な一面も持つ。一方で、ポイント切れになって困り果てていた黒子政に自身のポイントを売って助けるなど任侠道を持ち合わせている。麻雀のみならず、博徒としての腕前はかなりのもので、デンスケ博打の「モヤ返し」で全て当たりを的中させていた。物の価値に対する目利きにも優れており、哲が権々会優勝後に要求した鐘を「相当な値打ちもの」と評していた。
原作では『風雲編』に登場し、博打列車の元・貸元という設定。
達磨（だるま）
大阪の雀荘「白桜」を仕切るやくざをも恐れぬ狂犬。孤児として、戦後たった一人で餓えながら毎日を必死で生き残っていた過去があり、「喰っても喰っても食い足りぬ、満ち足りぬ」と常に思っている。
左腕に片目のない達磨の刺青を彫った筋骨隆々の巨漢で、哲に「達磨が転ぶような力の塊」と比喩される（原作では肥満体型であることから達磨と呼ばれているが、本作では性格ともども正反対の設定である）。その膂力は尋常でなく、本気を出した際は腕の一撃で雀卓を叩き割ったり、蹴りの一撃で雀卓を天井にめり込ませたり、点棒を握って相手の手の平に突き刺し肉を貫通させたり、ツモ牌を握りしめただけで割ってしまうほどである。「いつか強敵を喰らい殺した時、この刺青の達磨に目を入れることもできよう」と考えており、金よりも自身の『餓え』を満たすために博打場を点々とするタイプである。
誰であろうと気に食わない者には容赦なく暴力をふるうが、身内と認めた者には情を向ける一面もある。権々会では仲間（西村）を鐘送りにした哲を敵視しつつ、ゲンと結託し最終戦まで生き残る。その後、定恩によって自身と飛び甚（ゲン）を敗者として鐘送りにされそうになったところを哲が担保として鐘を請求した上に「所有者としてあの鐘を使うことはならない」と宣言したことにより事なきを得る。哲に感謝の言葉の代わりに「助けてもらったとは思わないが、いずれ（哲との）決着をつける」とリベンジを誓い、悪あがきする定恩を仕留め、岡田と共に他の坊主たちを粛正した。
西村
達磨の取り巻きの1人。左利き。既婚者で、病気で養生している妻がいる。本業は遊郭向けの湯たんぽ売りだが、儲かっていないため麻雀のバイニン業が主な収入源。
戦後、行くあてもなかった折に達磨に拾われ長く行動を共にするが、同時にヤクザにまで手を出すほどの「やりすぎ」な行動の多い達磨を度々畏怖し続け、いつしか心中で付いていけなくなり、このまま達磨の元にいてよいのか迷いが生じていた。それを前後して哲にその弱みに付け込まれ、権々会で哲に唆されて達磨を裏切った結果、哲に嵌められて鐘送りにされる。達磨はこのことに感づいてはいたが、タンクロウからは西村が裏切ろうが「信じたかった」と評されている。鐘送りにされた後は湯たんぽも家も妻も何もかも叩き売られ、全てを失ったと哲の回想で述べられており、「それから西村がどうなったかなんて、俺には関係のないことさ」の言葉で締められている。
岡田
達磨の取り巻きの1人。雀力は「達磨以外の誰にも負けたことがない」と語る。権々会に参戦し、準決勝戦でポイント切れとなり鐘送りされそうになるも、定恩が掲示した失点分の5倍を支払うことを承諾した達磨、飛び甚（ゲン）からポイントを折半して与えられて鐘送りを免れる。その後は権々会唯一の「リタイヤ」扱いとなり、（通しを防止するためもあって）寺の担保の管理をさせられていた。哲の優勝により、悪あがきする定恩を仕留めた達磨と共に他の坊主たちを粛正する。
黒子政
九州のバイニン。大阪では達磨に毟られ文字通り丸裸にされた。権々会に参加し、第一夜ではポイント切れになり鐘送りの危機に晒されたところ、三角に全財産10万円でポイントを売ってもらいプラスマイナスゼロで進出する。しかし、第二夜で敗北し鐘送りにされるも、生き延びて『バクチ列車編』にて再登場し、手に鐘撞きの傷跡が残っていた。
飛び甚（とびじん）
かつて定恩の差し金により、10年前の権々会で金持ち衆相手に荒稼ぎをしたバイニン。このために主催者である和尚の恨みを買われ、以降権々会はバイニンを血祭りに挙げることを目的とする修羅場と化す。
また、先述のようにタンクロウを5年前に裏切り見捨てた過去もある。曰く「ワシが仕込んだ中でもタンクロウのスリカエの技術はピカイチ」だったらしいが、『自分の山からは上手くスリカエできるが、他のスリカエ（他家の山や捨て牌に対してなど）はからっきし下手』という欠点があり、それによってオヒキとして使い物にならないと判断したらしい。
「勝てる」まで狡猾に罠を張り巡らせる性格で、タンクロウをして「バイニンというよりは手品師」、「哲さんでも勝てない」と言わしめていた。
権々会では10年ぶりに参加し、今回ではさらに定恩に対して現金がないなら担保として寺の財物と瓦を要求していた。息子のゲンに裏切られ鐘送りにされるも生き延びる。
『雀荘争奪編』にて再登場。上記の権々会による鐘突きの刑によって左足を失い、指を数本不自由にされた満身創痍の姿となっていたが、残った資金で上京して雀荘「グリーンヒル」のマスターとなっていた。「グリーンヒル」では象牙牌に次ぐ高価な牛骨牌をそろえており、道楽で出汁のきいたスープのラーメンを客に振舞うことで商売繁盛していたが、ガス一味にその土地に目を付けられ、彼らから土地売買の交渉を持ち掛けられるも断っていた。その後、ガスのナンバー2としての器をテストを兼ねた森サブから「自分が勝てば土地を売ってもらい、負けたら土地と同等の300万円を支払う」という条件を吞み、なおかつ森サブが坊や哲に似ていることから「代わりに恨みを晴らさせてもらう」という逆恨みも兼ねて対局する。
権々会の一件後、バイニンを引退して麻雀を打っていなかったが、運は残っており、技も使えるなど健在。それらの技量で森サブを追い詰めるも、森サブが掲示した「その場をオーラスにする」というルールを飲み、それを逆手に取られて敗北する。その土地は300万円以上で売れたが、また旅ガラスになり、落胆していた。去り際に森サブたちからラーメンのスープの出汁の秘密を聞かれるが、その正体は「バイニンたちの血と汗と涙の籠った牛骨牌を煮込んだもの」であった。
ゲン
飛び甚の息子。当初はリーゼント。達磨と結託し、父を裏切り2代目「飛び甚」を襲名する。関西弁で話す父とは違い、標準語で話すのが特徴。
権々会に参加するまでは『2年間（博打で）負け無し』とバイニンやヤクザの間で噂されており、卓越した観察力と洞察力に長けた博打の申し子。同盟を結んだ和尚、定恩、坊や哲と卓を囲んだ際、和尚と定恩がバイニンでなかったとはいえ『1対3』という不利な状況でも3人を蹴散らす程の実力者。しかし本人はバイニンであることを快く思っておらず、「麻雀」そのものをやりたいと強く思っており、対局中に哲もその意思を感じ取っている。
ただ、本当に追い詰められた時に負けを覚悟してしまったことがあり、先述の達磨からは「ヒヨッ子が」（≒どんな手、術を使っても生き残ろうという気概がない）と心中で呟かれている。バクチ列車編ではブー大九郎に敗れ、非業の死を遂げた。
和尚
大恩寺の住職で博打好きの破戒坊主。一般人にはにこやかで敬虔な僧侶のフリをしているが、その実人格はかなり破綻しており、バイニンやヤクザの間では性悪として知られている。真性のサディストで、本性を現すと頭に蚯蚓腫れのように血管を浮きだたせ、自身が窒息しそうになるほど汗や涎塗れで笑い続けるという癖がある。
和尚となってから毎年表の祭りだけでなく、裏の麻雀による「権々会」を主催していた。自らも麻雀を打ち、ガン牌を記憶しているため最初は勝っていた。しかしガン牌を封じられた今年はあまりにも負けが込んだために大仏像まで担保に取られ失神し、定恩に連れられて退場。最後は納戸にて定恩の感情が爆発し、積年の恨みを込めた暴行を受けて瀕死の重傷を負う。
定恩（じょうおん）
大恩寺の坊主。和尚に次ぐ立場にあるようで、権々会の審判を勤める。回想シーンの飛び甚（先代）いわく「物腰から察するにほどほどの高僧」だが、やはり破戒坊主で、普段は大人しいふりをしているものの、何か事が起こった時の対応には冷酷で残虐な性格を隠さない。
昔から受け続けてきた和尚による修行と称した虐待（性的虐待にも近い）により和尚を心底恨んでおり、また「早く次の住職になって寺を自分のものにしたい（≒その為には和尚に失態を演じさせて権力を落としたい）」という欲望もあって、権々会で行われる麻雀牌に仕掛けられたガン牌の秘密を飛び甚に密告、これが飛び甚の権々会荒らしの引き金となった。しかし結局その後も住職の座は手に入らなかった模様。
哲らが参加した権々会の終盤では自らも参戦する。ガン牌が有効であったときは哲らを追い詰めるも、策略により無効化されてしまうと自身は素人だったため、あっという間に点数を吐き出し和尚と二人でざっと800万近い負け分を作ってしまう。最後は一間の油断を哲や達磨に突かれ敗北。直後、達磨と岡田に他の坊主たち共々粛清された。

### バクチ列車編
三井（みつい）
出目徳の息子で、ブー大九郎の養子。実父の仇討ちをすべく、大九郎と共に坊や哲・ドサ健らを迎え撃つ。
バクチ列車中盤で、大九郎に利用されていただけに過ぎなかったという真実を知り、戦意喪失となり敗北の末に列車から飛び降りた。
鯰坊
ブー大九郎の配下の1人。鯰髭と坊主頭が特徴。三井と共にバクチ列車に誘導するバイニンたちを手配していたが、ドサ健に敗北して列車から飛び降りて死亡。
車掌
名前は不明。ブー大九郎の配下の1人で、バクチ列車の車掌。ドサ健がバクチ列車に乗車するのを条件に、ギン公の身柄をドサ健に引き渡す。その後、期限切れになった切符で乗車しようとした李を乗車拒否し、逆恨みを起こした李に暴行された挙句、身ぐるみを剥がれて駅に放置される。
九州のギン公
ドサ健の舎弟で、九州のバイニン。先述のギン公とは別人。三井らに拉致され、迎えに来たドサ健を前に解放される。ドサ健にバクチ列車に乗らないように警告するが、「ギン公を酷い目に遭わせた三井を許さない」として聞き入れてもらえなかった。その後、女衒の達に連絡してドサ健に伝言を頼んだ（達いわく「ひどくやられたが、命に別状はない」とのこと）。
示現流の次元
九州のバイニンで、バクチ列車の招待客の1人。角刈りと額の右に向こう傷があるのが特徴。
「受け太刀なしの攻め麻雀」を得意とする。腕試しにバクチ列車に参加する際、知り合いの雀荘のマスターに「あんたほどのバイニンならめったなことはなかろうけん」と評されている。バクチ列車では三井に自分のあがりの形を真似されることに苛立ち、「オウム野郎」を暴言を吐くが、それが仇となって三井に役満を直撃されて敗北。敗北後のルールとして列車から飛び降りるハメになるが、運よく田んぼを見つけ飛び降りるも電柱に頭部をぶつけて即死。そのまま田んぼに身を落とした。
ブー大九郎（ブーだいくろう）
『バクチ列車編』における黒幕。かつて最強と謳われ全国に名が知れ渡った盲目のバイニン。両目共に糸で縫いつけてある。三井とともに坊や哲・ドサ健をバクチ列車を誘導する。盲目ゆえに、人並みはずれた記憶力に加え、聴覚、触覚、嗅覚に鋭敏であり、それを頼りに他者のイカサマを看破するほどの能力を持つ。さらに、物の出し入れが出来るほどに鍛えられた胃袋を持ち、麻雀牌や含み釘を貯蔵している。
バクチ列車終盤では、体力的な弱点を突かれた末に敗北。小説『牌の魔術師』に登場する人物だが、本作では名前と老人であるという設定しか借り受けていない。
ダンチ
バクチ列車に乗車した雀ゴロ。角刈りでサングラス、白いスーツが特徴。「ダンチ」はドサ健がつけたあだ名で、本名は最後まで不明。その正体はバクチ列車による相次ぐ不審死を捜査していた刑事。
小説『牌の魔術師』に登場する「ダンチ」の名前のみとられている。
出目徳（でめとく）
東京最強のバイニン。本作品中では回想として僅かに登場するのみである。
三井の実父で坊や哲にバイニンの技を教えた。原作同様、九蓮宝燈を自摸あがり事切れた。この際のドサ健、哲、達の対応に恨みを持つ三井が彼らをバクチ列車へ誘導した。

### 雀荘争奪編
チンロク
東京のはずれにある雀荘「花」のマスター。ガスに「花」を狙われており、長い付き合いのある哲に雀荘の用心棒を依頼する。その理由は『東京オリンピックに備えて高速道路が作られ、雀荘「花」も区画整理に引っ掛かり、地上げ屋に無理矢理立ち退かされそうになったが、断るとバイニンたちが嫌がらせに来た』というものだが、これは騙りで、実際には後述する秘密があった。
自身が経営する「花」は、戦時中には教会であり、少年時代のガスの疎開先でもあった。戦後、その教会が雀荘に変わったことでガスが辞めさせようと当時の雀荘のマスターに交渉するも、勢い余って殺害してしまう。その死体が雀荘の地下のどこかに隠されており、（当時のチンロクはそのことを知らずに土地を買い取り、雀荘「花」を開店していた）秘密を知ったことで逆にガスを強請って金を出させる『打ち出の小槌』にしていた。
原作小説では「チン六」表記であり、ドサ健に唆されて雀荘のマスターの気分にされて財産を失う、という役回りである。また、原作小説とは違い、チンチロリンを行うシーンはない。
双頭のヘビ虎
本名「森虎之助」。戦後、関東一帯で出目徳と比肩するほど恐れられた老練のバイニン。若い頃、ヤクザに右手の人差し指と中指の間の筋肉をドスで刺され、そのドスを抜かず手の方を引き、病院にも行かず人差し指と中指が裂けたままになり、その掌の形が「双頭の蛇」を彷彿とさせるものとなり、その手から繰り出すサマを誰にも止められなくなったことから、バイニンとしての通り名の由来にもなっている。
哲は過去に貸しを作ったことがあるらしく、自分の代わりの用心棒として呼ぶが故人となったため、孫の森サブが雀荘「花」に来ることとなった。哲が手紙を出した宛先によると、埼玉県で余生を過ごしていたことが確認できる（バイニンを続けていたかは不明）ほか、森サブによると、借金をしていたことが判明する。
孫の森サブには、バイニンとして磨いてきた秘技を伝授すると同時に、自身の口癖でもある「食べ物を粗末にするな」、「借りは返せ」、「約束は守れ」と教育していた。
森サブ
本名「森三郎」。ヘビ虎の孫。チンロクが雀荘の用心棒になることを依頼した哲が、代わりに依頼したヘビ虎の代わりに着任した。
性格は生意気盛りで、周囲の大人たちから反感を買ったり諫められることも多いが、突然の思い付きで相手のバイニンを翻弄して勝利を収めるなど、底なしの強運を持つ。一方で、雀荘「花」に赴く際、高速道路で自転車を走らせてパトカーに追われ、「高速道路は自転車を走らせてはいけない」ことを知らないなど、やや世間知らずな一面もある。
祖父譲りの博才と洞察力に優れているが、雀力はハンチクで鳴いた萬子が「1・2・1」の形で清老頭を見誤るほど（だが、哲のスリカエで純チャンにしたため、チョンボとならずに済んだ）。
祖父や哲のようなバイニンになることを夢見ているが、哲からは長いバイニン人生の経験によりやめるように諫められる。
白頭鷲のガス
ゴロツキを率いるバイニン。褐色肌と白髪が特徴で、通称の由来にもなっている。戦前生まれで、母親が日本人のハーフ。それゆえに凄惨な人生を送り、終戦を機に自分に対する人の態度の変わりようから、「聞きたくもない」人の心の声が聞こえるようになり、同時に成人するに連れて髪も黒から白へと染まっていった。英語が堪能であり、在日米軍の関係者と会話するシーンもある。麻雀ではその経歴を生かした心理戦を得意とする。
在日米軍を後ろ盾にしており、自分たちを警察やヤクザから守るように稼いだ金を上納している。雀荘「花」を狙う理由は、チンロクの項目で触れられている通り、10年前、戦時中だった少年時代の疎開先である教会が雀荘に変わっていたことに納得がいかず、当時の雀荘のマスターを説得しようとしたが、勢い余ってナイフで刺殺してしまう。その死体を現在の雀荘「花」の地下に埋めていたが、罪悪感に耐えることができず、「花」を手に入れた後にマスターの死体を掘り起こして正式に埋葬し、懺悔するつもりでいた（だが、チンロクがその秘密を知ったことで、死体を強請るネタにされてしまう）。
最終的には「花」で、坊や哲に対して「サマをしない相手にサマをするのか?」と投げかけたことがきっかけでサマなしのヒラでグラサン、森サブを卓に入れて対局。坊や哲に「人の心が読める」という動作に不自然さを感づかれ、坊や哲の奇策により状況が変わり、最期は森サブがトップを取り敗北。
その後、上記の「花」を狙う理由を明かし、最期は側近のグラサンの怒りと憎しみを込めて銃撃され、自身の謝罪の言葉と共に事切れた。
原作では純日本人で色白の好男子で関西弁を喋り、「ガス牌（偽牌）」の使い手であり、腕力も弱そうに見え、李億春と行動する…となってなっていたが、本作ではこれらは踏襲されておらず、ほぼ逆の設定になっている。色黒で標準語を喋り、ガス牌を使う役割も李に変えられており、ナイフで刺そうとしたバイニンに椅子を投げ飛ばす描写があることから腕力も強い。
グラサン
ガスの側近であるバイニン。ガスとは長い付き合いで、彼の最大の理解者でもあるが、終盤ではガスの真実を知ったことで激怒して拳銃で殺害してしまう。

## 登場する麻雀博打の用語など

### 権々会（ごんごんえ）
京都・大恩寺で夏の終わりに開かれる祭り。もともとは先祖・仏を祭るというごく普通の祭りであるが、現在の和尚に代わってからは彼の博打好きの趣味が高じて祭り自体の趣旨が変わり、表向きの祭り以外にも、寺中で夜に賭場を開帳し始めた。最初は会社の社長や元華族などの裕福な「ダンベエ（カモ）」たちだけが参加でき、娯楽に興じる程度で最後は寺側の一人勝ちとなる盛況だった。
しかし劇中での10年前、その噂を聞きつけた初代・飛び甚（ダンベエのフリをして参加していた）による荒稼ぎを機に祭り自体が狂う。以降は参加制限をなくして一般人やバイニンも入れるようになる。これには恨み骨髄の和尚によるバイニンへの復讐を兼ねており、負ければその分の金額により鐘に逆さ釣りにされて結び付けられ、体の一部を鐘撞で損壊し血祭りにあげる狂宴と化した。金持ち集もその様を楽しみ、娯楽としているという狂気の沙汰である。鐘突きにより今まで無傷で帰還したバイニンはほとんどいないとされているが、飛び甚や黒子政のような満身創痍ながらも牌が握れる程度にまで治った者もいる。最終的には哲の活躍により権々会は壊滅し、担保となった鐘は川沿いの住人たちの風呂桶となった。

#### 権々会の麻雀のルール
- 参加者が集まって締め切り次第、参加者はくじを引いてそのくじに書かれた文字（「いろはにほへと」のいずれかの一文字）の雀卓に座る。
- くじを引いたらゲームが終了するまで寺から出ることは出来ない。もし出ようとすると、釘を打ち付けた棒を持った寺の坊主たちが激しく突き、打ち据えて妨害する。
- 現金の支給はポイント制となり、勝ち金は1ポイントにつき1000円。
- 精算方法は帳面に記入し、朝6時の勝負終了時点で原点より1ポイントでも浮いていれば次の日の対局に進出できる。逆に1ポイントでも沈んでいてば相応の罰（鐘突きの刑）が執行される。なお、ポイントは双方が了解すれば現金での売買も容認される。プラスマイナスゼロの場合でも進出できる。
- ルール上、宿泊となるので寝床や食事が支給される。基本的に雑魚寝や質素な食事が支給されるが、金を払えばそれなりに厚遇される。そのためダンベエ達はバイニンと一緒の部屋にはまず居ない。
- 理不尽な暴力行為は黙認される（手当てはされる）。ただしバイニンに対してだけで、ダンベエや寺の人間に手を出そうとした場合は坊主たちにより全力で阻止される。

第一夜
- 引いたくじの雀卓に座り、夜明けの朝6時まで最低でも半荘四回の対局をする。また、半荘四回以上打ったうえで対戦相手を変更したい場合は再度くじを引く。なお、これはコンビ打ち防止のため、くじの引きなおしは出来ない。
- レートは1000点1000円（≒現在の貨幣価値で約2万円）。

第二夜
- 半荘2回を3回、合計6回戦までの制限となる。2回ごとに対戦相手の組み合わせをくじ引きにより変える。
- レートは1000点1000円。ただし、1回戦ごとに順次倍になっていく。このため後の回戦になるほど点棒の比重が大きく、1位を取る重要性が増してくる。オカ・ウマ（ルール）は第一夜と同じ。

第三夜
- 第三夜終了までにポイントが残れば、相応の勝ち分が精算される。寺も現金はないため証文による引き換えとなるが、飛び甚の悪知恵により寺の家財全てが担保対象となる。
- 第二夜終了時までのポイントを点棒に換算する。100ポイントを1000点に換算してそれぞれの持ち点とする。ゆえに、25,000点持ちではなく、ポイントで換算した持ち点で対局し、半荘が終了してもその点数を引き継ぐ方式となる。
- 第三夜に限り特別ルールとして、トビとなれば即刻鐘送りとなる。
  - ただし、特例として、トビとなった者を仲間や第三者が助ける場合、トビとなった者の失点分の5倍のポイントを支払えば鐘送りが免除される（トビとなった者の仲間が1人でポイントを自腹で切るか、それでも足りない場合は第三者との取引で合意すればポイントを折半して支払うことも可能）。その代わり、トビとなった者は「リタイヤ」扱いとなり、最終戦終了まで「通し」などのイカサマを防止するために担保の管理を任される。劇中でこのような特例が採用されたのは、達磨とゲン（飛び甚）が双方の合意により救済された岡田のみ。
- 組み合わせはくじ引きにより決まり、定恩や和尚も打ち手として参加（ダンベエ達の負け分を吸い取ったバイニン達から点数を奪い、寺の丸儲けとするため）。何時誰が負けるか予測不可能という建前により、雀卓は一卓のみの交代制となる。
- 劇中では哲の提案により、ブー麻雀による最終戦が行われる。チップ1枚につき5000点。
  - 原点8000点持ち。
  - マルA（3人沈み）は負けた3人からチップ2枚ずつ貰う。
  - マルB（2人沈み）は負けた2人からチップ2枚ずつ貰う。
  - マルC（1人沈み）になるあがりはチョンボとなり、他家にチップ10枚ずつ払う。
  - ダブ権（前回のマルAが続けてマルAをとること）は貰うチップが倍になっていく。
  - 役満は無条件でマルAとなる。御祝儀は出あがり20枚、ツモあがり10枚。

### バクチ列車
正式名称「移動式賭博場」。ブー大九郎が全財産をはたいて創設した蒸気機関車・列車。表向きにはその名の通り、バイニンたちが集まり麻雀賭博に興じる「お座敷列車」だが、その本質は腕の立つバイニンを鯰坊や三井がスカウトし、最後尾の貨車にて行われる命を懸けた麻雀である。李億春いわく「ヤクザより縄張り意識の強い警察でも、県境を超えればどこの警察でも検挙できない」とのことだが、雀ゴロを装った刑事のダンチによって結果的に一網打尽にされてしまう。終着駅の東京まで麻雀を打ち続けていられれば、「列車のテラ銭全部」を賞金としてもらえるが、ダンチが刑事としての正体を露にしたことでテラ銭は押収される。それを前後して警官隊が突撃し、哲とドサ健の身柄は抑えられるが、ダンチが「無罪放免」を宣言したため、お咎めなしとなる。だが、テラ銭を「受け取った（受け取ろうとした）」李億春は管理賭博の被疑者として連行されてしまった。これにより、バクチ列車は事実上の解散となる。

#### バクチ列車のルール
- 三井や鯰坊のスカウトにより、乗車券を渡された者（バイニン）のみ乗車可能になる。
  - 期限の切れた切符は無効となり、乗車できない。李は、意地でも乗ろうとして車掌を暴行し、服も剥ぎ取り不正乗車した。
- 一般的な客車では普通の賭け麻雀が行われるが、奥の貨物車両では命を懸けた麻雀が行われる。
  - 客車の旦ベエたちの間でやり取りしている負け分の合計額が、一晩で20万円（≒現在の価値で200万円）の大金が動いていることが判明している。
- 貨物車両は招待客のみ参戦できる。人手が足りなくなった場合は一般客から募集する。
  - 貨物車両には、招待客である名うてのバイニンたちがいたが、ドサ健が大半を「トバして」しまったため、やむを得ず鯰坊が募集をかけた。
  - 参加を表明した打ち手に招待客がいた場合は、招待客が優先される。

貨物車両でのルール
- ルールは、基本的に「何でもあり」。
  - イカサマをしようが、イカサマを止めようが、それぞれ本人の自由。哲は、大九郎が盲目であることを理由に（イカサマをされたら）不利であることを指摘するが、大九郎は「心配してくれるのはありがたいが、目が見えないなりにやらせてもらう」とのこと。
- トビとなれば即終了。
  - トビとなった者は、3分以内に貨物車両から飛び降りなければならない。ドサ健いわく「『トビ』と『飛ぶ』を掛けている」らしい。飛ぶタイミングが悪かったものは即死する。往生際の悪いものは第三者の手により無理やり飛ばさせる。
  - 飛び降りた後の生死は問われないため、哲や李の様に何らかの手段で車両に舞い戻ることに成功した場合、再度参戦は可能。
  - あくまで「トビ（ハコテン）」となった者が列車から飛び降りるのであって、勝負の結果が3着・ラス（4着）で、なおかつ100点でも点棒が残っていれば飛び降りなくて済む。
  - トビの有無を問わず、3着・ラス（4着）となった2名は他の打ち手と交代となる。この時、人数が余れば見（ケン）をしていても構わない。
- 大九郎が卓に入る場合は、切った牌を宣言しなければならない（大九郎は盲目であるため）。
- ダブロンなしの頭ハネ制度（鯰坊の言及より）だったが、ドサ健が大九郎・三井との対局時にはダブロンありに変更されている。
- 同じ牌が5枚紛れ込んでいたことが証明されても、その牌で放銃した場合、チョンボとならずお咎めなしとなる。
- カンをした場合、カン表示はメンゼンのままでも構わない。また、カンドラをめくらせる者に対しては、人差し指でめくらせる。
- 大九郎が大物手であがった直後、大九郎自身が「リーチを封印する」と宣言。
- 故意にチョンボを犯しても構わない。
- ロンとチョンボが重なった場合は、ロンを優先する。
- 国士無双の13面待ちはダブル役満扱い。
- 人和はなし。
- 大九郎や三井などの話し合いにより、ルールが一部変更される。
  - 全ての役満は4ハンに格下げ。他の役を絡めればハネ満・倍満になる。
    - 役満の打ち切りがない以上、数え役満（四倍満）にあたる13ハンを超えると五倍満（親60000点・子40000点）以上になる。

  - 天和・地和は廃止。だが、実際には採用されており、大九郎が三井のサマを抑えた直後、「天和、満貫ですか? おめでとう、三井!」と点棒を支払っている。
  - 哲の注文により、次の半荘から20000点持ちとなり、半荘ごとに持ち点を5000点ずつ減らしていく。採用した大九郎は「導火線麻雀」と名付けた。
  - 哲の注文により、南場はノーテンでも親流れしない。アガリ以外の親流れはなし。
  - 5本場からは2ハン縛り。
    - 九種九牌を宣言すれば親流れとなる。

  - オープンリーチはなし。
  - 手牌の一部を公開するのはあり。ただし、全部見せるのはドサ健いわく「ルール違反」であり、最低1枚は立てておかなければならない。

### 0/5（ゼロ・フィフス）
ガスが森サブに提示したギャンブル。森サブが勝てばガスのナンバー2になることを約束し、ガスが勝てば森サブと金輪際関わらない、雀荘「花」および坊や哲の元にも戻らない、という取り決めで行う。ガスの仲間たちは、このゲームにより敗北してガスの仲間入りを果たしたという。この勝負は、ガスが森サブに対する「遊び」を兼ねたものであるため、掛け金はない。
- ゲームの内容は単純。麻雀牌の白を4枚、中を1枚の計5枚を使用し、伏せられた牌のなかで「中」を当てれば勝ち。
  - 単純ではあるが、お互いに相手の様子を見ながら対戦する「腹の探り合い」でもあるため、実質的な心理戦である。
- 先攻・後攻の1対1で対戦する。先攻は「子（張り子・プレイヤー）」で、後攻は「親（胴元・ディーラー）」のような扱い。
  - 先攻か後攻かは、ガスが相手に選ばせる。
- 後攻は、先攻に分からないように5枚の牌を伏せてシャッフルする。
  - その際、中の場所を認識していなければならない。
- シャッフルが終わったらゲーム開始。
- 先攻は、後攻がシャッフルした5枚の牌を1枚ずつ指さして「中は、これか？」の意味の質問をする。それに対して後攻は、たとえそれが中であっても「違う」などの意味を持つ言葉で返答する。
  - 質問者と返答者は、それぞれ「中は、これか?」や「『違う』という意味の言葉」以外の言葉を発したら即負けとなる。
  - 質問は何回しても構わない。ただし、最低5回の質問のうち、後攻は1回嘘をつくことになる。
- 制限時間は30秒。
- 先攻は中だと確信した牌を人差し指でめくる。
- めくった牌が中であれば勝ちだが、外した場合、後攻が中の場所を開示する。ガスいわく、「伏せた本人が知らなくては このゲームの醍醐味も本質も失われる」とのこと。
  - 先攻は「当たり」を確信していても、故意に「外れ」を選択するブラフを使用することも可能。ガスは森サブと対戦するまでこのゲームは無敗だったため、意図的に外している。
- 1ゲーム終了時に先攻・後攻を交替する。
  - その間、一定時間の休憩が入る。
- 勝敗は3本ずつプレイした結果で決める。
- ゲーム開始直前、シャッフルに入っている途中で「体調に異変をきたした」などの場合、ストップをかけることは黙認されている。
- 他にも、ルールの穴を突いた行動は黙認されている。

## 書籍
- 阿佐田哲也・原恵一郎『麻雀放浪記 凌ぎの哲』竹書房〈近代麻雀コミックス〉、全7巻
  1. 2001年11月17日発売 ISBN 978-4-8124-5592-0[6]
  2. 2002年2月27日発売 ISBN 978-4-8124-5626-2[7]
  3. 2002年10月7日発売 ISBN 978-4-8124-5718-4[8]
  4. 2002年11月27日発売 ISBN 978-4-8124-5741-2[9]
  5. 2003年4月7日発売 ISBN 978-4-8124-5795-5[10]
  6. 2003年7月26日発売 ISBN 978-4-8124-5853-2[11]
  7. 2004年1月27日発売 ISBN 978-4-8124-5910-2[12]

- コンビニコミック版（竹書房、バンブー・コミックス）
  1. 『麻雀放浪記 哲也 死闘!坊や哲』2004年10月18日初版発行 ISBN 4-8124-6101-4[13]
  2. 『麻雀放浪記 哲也 上野玄人戦争』2004年4月19日初版発行 ISBN 4-8124-5984-2[14]
  3. 『麻雀放浪記 哲也 バイニン坊や哲』2005年4月18日初版発行 ISBN 4-8124-6128-6[15]
- 麻雀バクチ列車!（2011年5月23日発売 上・下巻）
  1. 上 ISBN 978-4-8124-7372-6[16]
  2. 下 ISBN 978-4-8124-7373-3[17]
- バクチ麻雀地獄寺!（2011年9月12日発売 上・下巻）
  1. 上 ISBN 978-4-8124-7388-7[18]
  2. 下 ISBN 978-4-8124-7389-4[19]

※「雀荘争奪編」は未発売。